# São Félix do Araguaia Airport
São Félix do Araguaia Airport är en flygplats i Brasilien.   Den ligger i kommunen São Félix do Araguaia och delstaten Mato Grosso, i den centrala delen av landet, 500 km nordväst om huvudstaden Brasília. São Félix do Araguaia Airport ligger 199 meter över havet.
Terrängen runt São Félix do Araguaia Airport är mycket platt. Trakten runt São Félix do Araguaia Airport är nära nog obefolkad, med mindre än två invånare per kvadratkilometer..
Omgivningarna runt São Félix do Araguaia Airport är en mosaik av jordbruksmark och naturlig växtlighet.